# Списак музичких и балетских школа у Србији

## Ада
- Музичка школа "Барток Бела" Ада[1]

## Алексинац
- Основна музичка школа "Владимир Ђорђевић" Алексинац [2]

## Апатин
- Основна музичка школа "Стеван Христић" Апатин[3]

## Аранђеловац
- Основна музичка школа "Петар Илић" Аранђеловац[4]

## Бачка Паланка
- Основна музичка школа "Стеван Христић" Бачка Паланка[5]

## Бачка Топола
- Музичка школа Бачка Топола[6]

## Београд
- Балетска школа „Лујо Давичо” [7]
- Музичка школа „Ватрослав Лисински”[8]
- Музичка школа Др Војислав Вучковић Београд[9]
- Музичка школа „Даворин Јенко” Раковица[10]
- Музичка школа Мокрањац Београд[11]
- Музичка школа „Јосиф Маринковић” Београд[12]
- Музичка школа Јосип Славенски Београд[13]
- Музичка школа Станковић Београд[14]
- Музичка школа „Станислав Бинички”[15]
- Основна музичка школа Петар Коњовић Београд[16]
- Музичка школа „Владимир Ђорђевић“ Београд[17]
- Музичка школа Коста Манојловић Земун[18]

## Бечеј
- Школа за основно музичко васпитање и образовање "Петар Коњовић" Бечеј[19]

## Бор
- Основна музичка школа "Миодраг Васиљевић" Бор[20]

## Бујановац
- Школа за основно музичко образовање "Бујановац"[21]

## Ваљево
- Музичка школа „Живорад Грбић” Ваљево[22]

## Врање
- Музичка школа Стеван Мокрањац Врање[23]

## Врбас
- Основна музичка школа Врбас[24]

## Вршац
- Музичка школа "Јосиф Маринковић" Вршац[25]

## Гњилане
- Основна музичка школа "Стеван Христић" Станишор[26]

## Гроцка
- Основна музичка школа „Невена Поповић“ Гроцка[27]

## Зајечар
- Музичка школа за основно и средње образовање "Стеван Мокрањац" Зајечар[28]

## Зрењанин
- Музичка школа Јосиф Маринковић за основно и средње образовање и васпитање Зрењанин[29]

## Јагодина
- Музичка школа "Владимир Ђорђевић" Јагодина[30]

## Кањижа
- Основна музичка школа Кањижа[31]

## Кикинда
- Музичка школа "Слободан Малбашки" Кикинда[32]

## Кладово
- Основна музичка школа "Константин Бабић" Кладово[33]

## Књажевац
- ОМШ „Предраг Милошевић” Књажевац[34]

## Косовска Митровица
- Музичка школа Миодраг Васиљевић Косовска Митровица

## Крагујевац
- Музичка школа „др Милоје Милојевић” Крагујевац[35]

## Краљево
- Музичка школа Стеван Мокрањац Краљево[36]

## Крушевац
- Музичка школа Стеван Христић Крушевац[37]

## Кула
- Школа за основно музичко образовање Кула[38]

## Грачаница
- Музичка школа Стеван Мокрањац Грачаница

## Лазаревац
- Основна музичка школа „Марко Тајчевић“ Лазаревац[39]

## Лесковац
- Музичка школа Станислав Бинички Лесковац[40]

## Лозница
- Основна музичка школа "Вук Караџић" Лозница[41]

## Мајданпек
- Основна музичка школа "Ранко Кривић" Мајданпек

## Младеновац
- Основна музичка школа „Стеван Христић“ Младеновац[42]

## Неготин
- Музичка школа Стеван Мокрањац Неготин[43]

## Ниш
- Музичка школа Ниш[44]

## Нови Кнежевац
- Oсновна музичка школа Нови Кнежевац[45]

## Нови Пазар
- Музичка школа "Стеван Мокрањац" Нови Пазар[46]

## Нови Сад
- Балетска школа Нови Сад[47]
- Музичка школа „Исидор Бајић“ Нови Сад[48]
- Основна музичка школа "Јосип Славенски" Нови Сад[49]

## Панчево
- Балетска школа „Димитрије Парлић” Панчево[50]
- Музичка школа „Јован Бандур” Панчево[51]

## Параћин
- ОМШ „Миленко Живковић” Параћин[52]

## Пирот
- Музичка школа "др Драгутин Гостушки" Пирот[53]

## Пожаревац
- Музичка школа Стеван Ст. Мокрањац Пожаревац[54]

## Пријепоље
- Основна музичка школа Пријепоље

## Прокупље
- Основна музичка школа "Корнелије Станковић" Прокупље[55]

## Рума
- Музичка школа "Теодор Тоша Андрејевић" Рума[56]

## Сента
- Музичка школа "Стеван Мокрањац" Сента[57]

## Смедерево
- Музичка школа „Коста Манојловић“ Смедерево[58]

## Смедеревска Паланка
- Музичка школа "Божидар Трудић" Смедеревска Паланка[59]

## Сремска Митровица
- Музичка школа „Петар Крањчевић“ Сремска Митровица

## Сомбор
- Музичка школа „Петар Коњовић“ Сомбор[60]

## Суботица
- Музичка школа Суботица[61]
- Основна балетска школа “Раичевић” Суботица [62]

## Трстеник
- Музичка школа "Корнелије Станковић" Трстеник [63]

## Уб
- Музичка школа "Петар Стојановић" Уб[64]

## Ужице
- Музичка школа "Војислав Лале Стефановић" Ужице[65]

## Ћуприја
- Музичка школа "Душан Сковран" Ћуприја[66]
- Школа за музичке таленте Ћуприја[67]

## Чачак
- Средња музичка школа "др Војислав Вучковић" Чачак[68]

## Шабац
- Музичка школа Михаило Вукдраговић Шабац[69]

## Шид
- Музичка школа "Филип Вишњић" Шид[70]